# California Winter
California Winter é um filme de 2012 dirigido por Odin Ozdil. Teve sua estreia mundial no festival Dance With Films 2013.

## Sinopse
Em 2005, Clara Morales começa uma carreira ascendente no mercado imobiliário, incentivando empréstimos arriscados para seus clientes, a fim de pagar as casas acima de suas possibilidades. Empréstimos que ela não entendia totalmente. Ainda aconselha o pai a tomar um empréstimo desse tipo. Com o início da queda do mercado imobiliário de 2008, a casa do pai de Clara vai para leilão , agora ela tenta salvar sua casa de infância o que lhe trás novos problemas.

## Elenco
| Ator/Atriz          | Papel           |
| ------------------- | --------------- |
| Michael Ironside    | Xeriff Hillman  |
| Rutina Wesley       | Marcy Sanchez   |
| Erick Avari         | Douglas Hariri  |
| A Martinez          | Miguel Morales  |
| Elizabeth Dominguez | Clara Morales   |
| Walter Perez        | Carlos Gonzalez |
| Laura Cerón         | Camila Vasquez  |
| Kendell Johnson     | Walter Sanchez  |
| Sean Patrick Murphy | Ken Richmond    |
| Dustin Fitzsimons   | Brad Hutchins   |
| Louie Alegria       | Geraldo Ramirez |
| Miguel Bocanegra    | Mario Chavez    |
| John Bolen          | Leo Porter      |
| Alberto Carroll     | Miguel          |
| Eliana Alexander    | Cecilia Morales |
| Amaris Dupree       | Paula Ruiz      |
| Justin Fair         | Alan Thomas     |
| Joseph A. Garcia    | Juan Ruiz       |
| Brian Leahy         | Deputado Blake  |
| Rod McLachlan       | Howard Gorski   |
| Lee Anne Moore      | Angie           |
| John Pirruccello    | Jim Whedon      |
| Teresa Reilly       | Christy         |
| Leonard Roberts     | Larry Johnson   |
| Gina Rodriguez      | Ofelia Ramirez  |
| Foster Wilson       | Ilene           |
| Nadeya Ward         | Waitress        |
| Josh Megdell        | Doutor          |
| Chad Ridgely        | Policial        |
| John Bryant         | Antonio         |